# Mellicta caucasogenita
Mellicta caucasogenita är en fjärilsart som beskrevs av Ruggero Verity 1930. Mellicta caucasogenita ingår i släktet Mellicta och familjen praktfjärilar. Inga underarter finns listade i Catalogue of Life.